# Prostytutka (film)
Prostytutka (ros. Проститутка) – radziecki czarno-biały film niemy z 1926 roku w reżyserii Olga Frielicha.
W początkowym okresie istnienia Związku Sowieckiego poruszano trudne sprawy społeczne, które postrzegano jako ponurą pozostałość kapitalizmu. Prostytucja była jednym ze wstydliwych problemów społecznych, który wciąż funkcjonował w radzieckiej rzeczywistości. Film Olga Frielicha ukazuje wizję propagandową rozwiązania problemu prostytucji. Dzięki surowej poetyce, mającej dzisiaj walor dokumentalny, reżyserowi udało się przemycić trochę prawdziwych spostrzeżeń o problemach radzieckiego społeczeństwa w czasie Nowej Polityki Ekonomicznej.

## Obsada
- Olga Bonus
- Wiera Orłowa
- Mark Donski